# Inez De Coninck
Inez De Coninck, née le 10 août 1977 à Termonde, est une femme politique belge, membre de la Nieuw-Vlaamse Alliantie (N-VA).

## Biographie
Inez De Coninck nait le 10 août 1977 à Termonde.
Aux élections législatives fédérales de 2014, Inez De Coninck est élue à la Chambre des Représentants.